# Operation Cudgel
Japanische Eroberung 1941/42

Bilin – Sittang – Pegu (Taukkyan) – Rangun – Yunnan-Burma-Straße (u.a. Tachiao – Oktwin – Toungoo – Yenangyaung – Lashio I)
1942/43

Burma-Kampagne 1942–1943

Arakan I – The Hump – Chindits
1944

Schlacht um Nordburma und West-Yunnan 1943–1945

Burma-Kampagne 1944

Arakan II – Ha-gō – Lashio II – Sangshak – Myitkyina – U-gō (Imphal – Kohima – Tennisplatz) – Mogaung – Song shan/Huitong-Brücke – Dan-gō
1944/45

Burma-Kampagne 1944–1945

Bhamo – Arakan III (Kangaw und Höhe 170 – Ramree) – Meiktila/Mandalay – Pakokku – Lashio III – Tanlwe Chaung – Operation Dracula – Sittang
Die Operation Cudgel fand im Rahmen des Burmafeldzugs während des Pazifikkriegs im Zweiten Weltkrieg statt. Die Operation, die am 30. November 1943 gestartet wurde, war die zweite Offensive in der westlichen Küstenregion Arakan in Burma durch Einheiten der britischen 14. Armee unter dem Kommando von Generalleutnant William Slim.

## Ausgangslage
Nachdem es der Kaiserlich Japanischen Armee unter dem Befehl von General Iida Shōjirō im Frühjahr 1942 gelungen war alle britischen, indischen und chinesischen Truppen aus Burma zu vertreiben, versuchten die Alliierten im folgenden Jahr eine begrenzte Offensive (Operation Cannibal) gegen Arakan, der Küstenprovinz Burmas. Die Mayu-Halbinsel gegenüber dem Ende der Insel Akyab verfügte über einen Hafen und ein Flugfeld, von dem aus die Kaiserlich Japanischen Heeresluftstreitkräfte Angriffe auf Britisch-Indien und andere Länder gestartet hatte. Darunter auch Städte, wie zum Beispiel Kalkutta, die eine entscheidende Rolle in den Plänen der Alliierten zur Rückeroberung Burmas und in der Folge Malayas spielten.
Letztendlich war die Operation Cannibal katastrophal gescheitert. Nicht zuletzt daran, weil sich die britische Kommandostruktur als völlig ineffizient erwies, da ein einziges überlastetes Divisionshauptquartier versuchte, eine große Anzahl von Untereinheiten und auch einen großen Kommunikationsbereich zu kontrollieren.

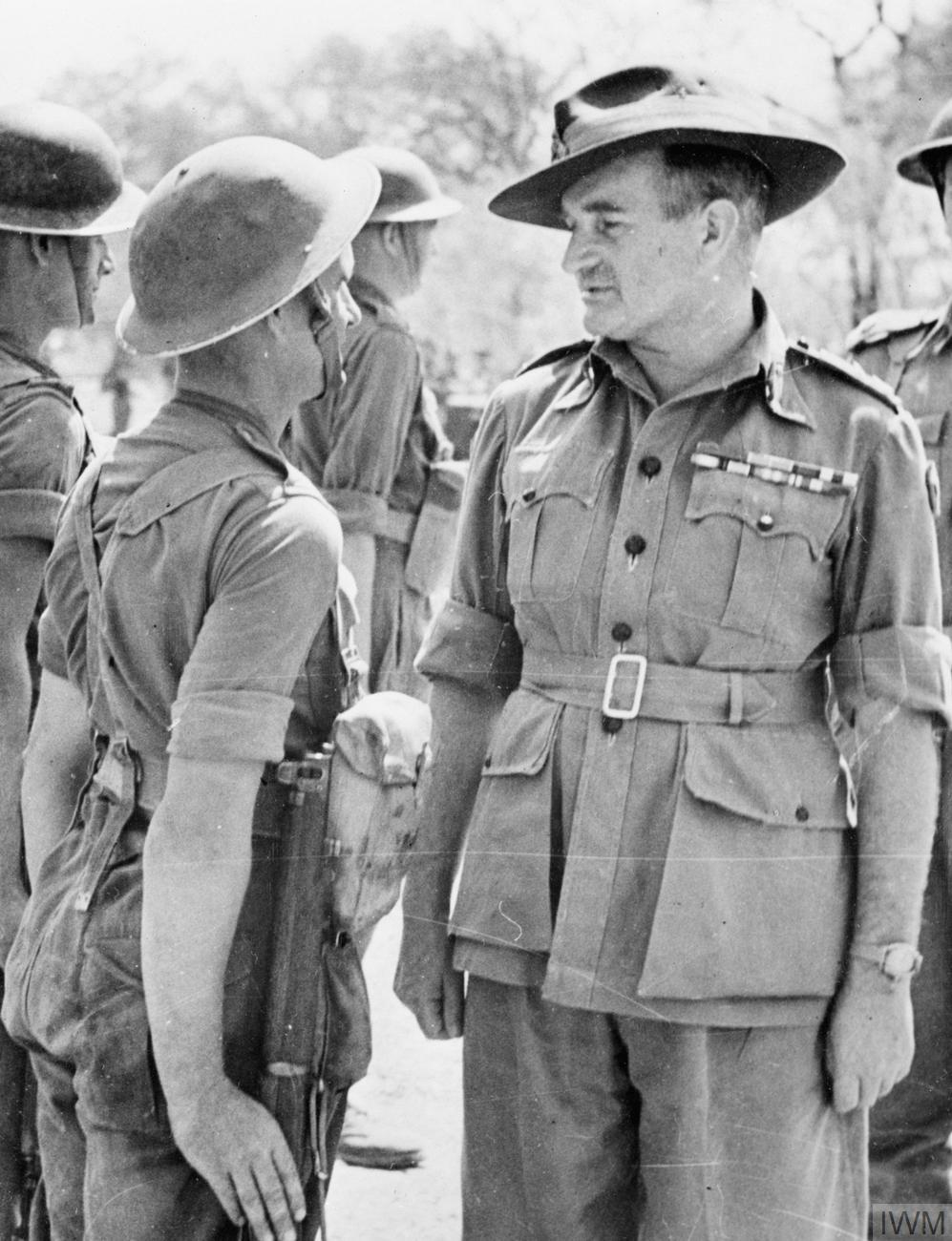
Generalleutnant Slim während einer Truppeninspektion

In der Folge strukturierten die Briten ihre Streitkräfte um. Eine umfangreiche Ausbildung für den Kampf im Dschungel wurde durchgeführt um sich auf einen erneuten Einsatz im Jahr 1944 vorzubereiten.

## Planungen und Vorbereitungen
Im August 1943 fanden auf der Quadrant-Konferenz in Quebec die ersten Vorbesprechungen der Joint Chiefs of Staff für Aktionen auf dem Kriegsschauplatz China-Burma-Indien statt. Hierbei handelte es sich um Pläne für Vorstöße mit zunächst begrenzten Zielen sowohl im Norden als auch im Südwesten Burmas für den November 1943. Der nördliche Vorstoß sollte von nationalchinesischen Truppen der Nationalrevolutionären Armee aus Yunnan und Ledo und von britischen Streitkräften aus Imphal durchgeführt werden. Ziel dieser Operation wird sein, die Japaner aus Nordburma zu vertreiben und die Fertigstellung der Ledo-Straße bis zu einer Kreuzung mit der Burmastraße zu ermöglichen. Die Operation im Südwesten soll ein Überlandvorstoß und ein amphibischer Angriff gegen Akyab sein.
Der Eroberung von Akyab sollten Operationen zur Eroberung der Insel Ramree folgen. Mit diesen Operationen sollten Rangun und die japanischen Nachschublinien nach Burma blockiert werden.
Diskutiert wurde im Anschluss die Frage, ob die Landoperation in Arakan unter dem Decknamen Operation Cudgel und der Angriff auf Akyab ohne gleichzeitige Operationen im Norden durchgeführt werden sollten. So wurde geplant Aktivitäten zu simulieren, um die Japaner glauben zu machen, dass eine Offensive im Norden erfolgen würde.
Als Ergebnis der Diskussion beschloss General Sir Claude Auchinleck, der Oberbefehlshaber in Britisch-Indien, zur Unterstützung von Cudgel zwei alternative amphibische Angriffe in Betracht zu ziehen, die Operation Buccaneer, um die Andamanen zurückzuerobern und die Operation Bullfrog, zur Einnahme der Insel Akyab. Der Plan wurde im Januar 1944 mangels der erforderlichen Landungsboote aufgegeben, die 50.000 Mann hätten befördern müssen.
Unter dem Kommando von Slims 14. Armee lag die Cudgel-Offensive jetzt in der alleinigen Verantwortung vom Indischen XV Korps unter Generalleutnant Philip Christison und sollte in Eigenregie durchgeführt werden. Daher wurde das Kommando am 16. November vom GHQ Indien an das South East Asia Command (SEAC) übergeben.
Admiral Lord Louis Mountbatten, der das Kommando über das SEAC innehatte, erfasste schnell die Feinheiten der schwierigen und komplexen Probleme rund um den gesamten Kriegsschauplatz China-Burma-Indien. Eindringlich und geduldig begann er die verschiedenen Streitkräfte und multinationalen Verbündeten, darunter General Joseph Stilwell und seine nationalchinesischen Streitkräfte des Northern Combat Area Command, zu bündeln und eine gezieltere alliierte Operation zu schaffen.
Ende 1943 gingen die Alliierten Stabschefs davon aus, dass die Japaner eine Konsolidierung an allen Fronten anstrebten. In Westburma schien die beste Antwort darin zu bestehen, vorzurücken. Nachdem Slim die Anweisungen von Mountbatten dazu erhalten hatte, bereitete er sich auf vier verschiedene Angriffe im Jahr 1944 vor und erwog gleichzeitig mögliche japanische Offensiven:
1. Der Überlandvormarsch des XV Korps in Arakan (Operation Cudgel)
2. Der Vormarsch von Stilwells chinesischen Truppen auf Myitkyina
3. Eine weiträumige Penetrationsoperation von Generalmajor Orde Wingates Chindits, um Stilwell zu unterstützen
4. Ein Vormarsch des IV Korps unter Generalleutnant Noel Irwin an der Hauptfront in Assam zum Chindwin[7]

### Landstreitkräfte

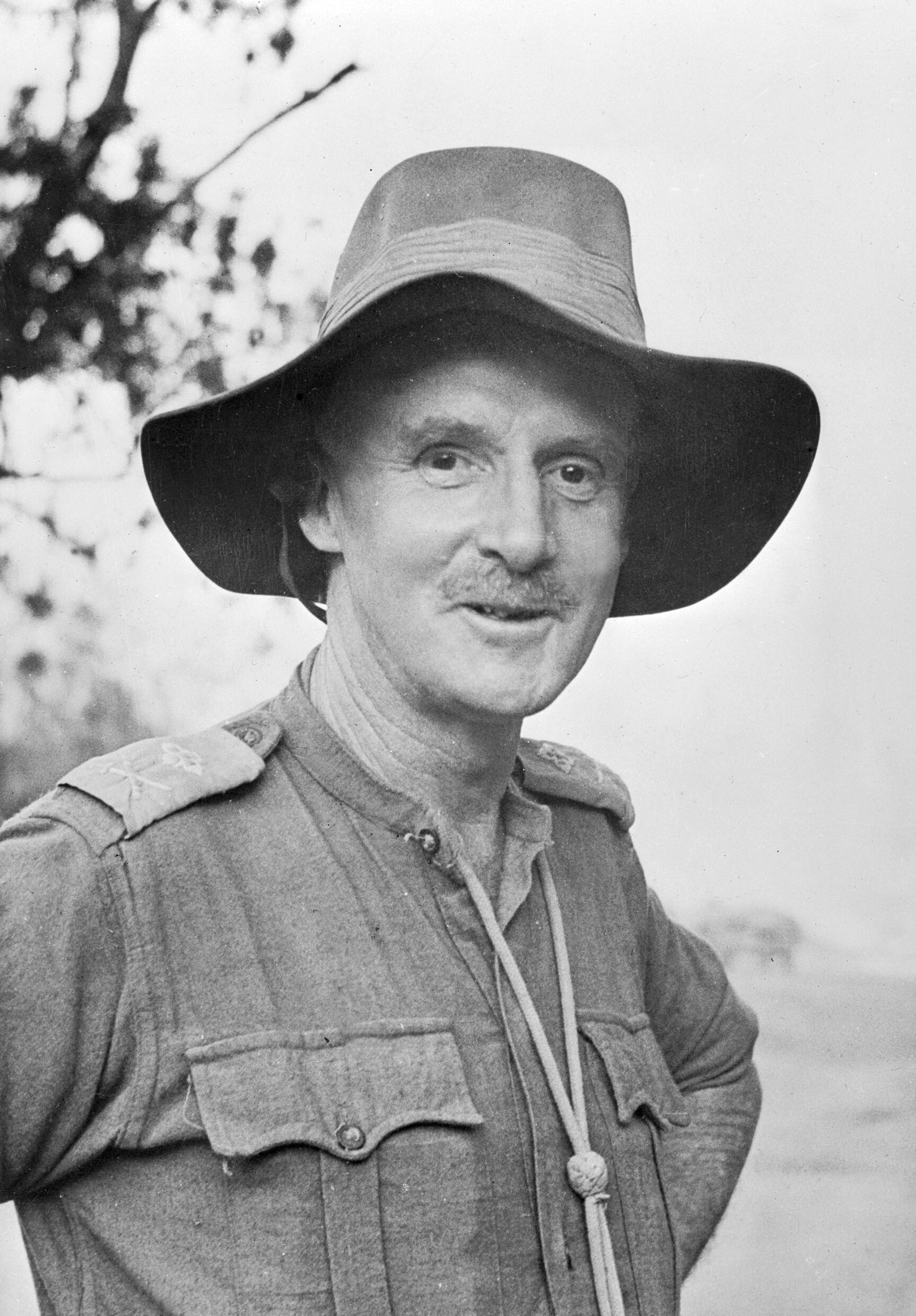
Generalmajor Frank Messervy

Zur Vorbereitung von Cudgel war geplant im Dezember in der Akyab Region von der Linie zwischen Bawli Bazar im Westen und Goppe Bazar im Osten bis in den Süden vorzustoßen, um die Flugplätze einzunehmen, die für die Rückeroberung Ranguns zur Unterstützung unerlässlich waren. Dazu sollte die kampferfahrene indische 5. Division unter dem Befehl von Generalmajor Harold Rawdon Briggs als rechte Formation des XV Korps entlang der Küstenebene von Bawli Bazar in Richtung Maungdaw vorrücken. Die indische 7. Division unter Generalmajor Frank Messervy war vorgesehen, um als linke Formation des XV Korps von Goppe Bazar nach Süden in Richtung Buthidaung durch das Tal des Flusses Kalapanzin vorzustoßen. Die westafrikanische 81. Division unter dem Befehl von Generalmajor Christopher Geoffrey Woolner sollte weiter östlich ihren Vormarsch durch das Tal des Kaladan fortsetzen, sich aber vorerst nicht an der Schlacht beteiligen. Die britische 36. Division unter Generalmajor Francis Festing in Kalkutta und die indische 26. Division unter Generalmajor Cyril Lomax in Chittagong, wurden in Reserve gehalten.

### Luftstreitkräfte
Nach dem Rückzug der britisch-indischen Streitkräfte aus Burma war der Oberkommandierende der britischen Luftwaffe (RAF), Air Chief Marshal Richard Peirse, hauptsächlich damit beschäftigt, die Luftstreitkräfte zu erneuern und die Verteidigung Britisch-Indiens zu festigen.
Der Bau von Flugplätzen, die Einrichtung von Versorgungs- und Wartungsstützpunkten und die Unterbringungsmöglichkeiten des Personals, sowie der Aufbau von Funk- und Radareinheiten in Bengalen und Assam wurden vorangetrieben. Die drei aus Burma mitgebrachten Leichtbomberstaffeln wurden durch Bristol-Blenheim IV verstärkt. Etwas später kamen einige Vickers Wellington hinzu, die zusammen den Kern einer Nachtbombertruppe bildeten. Im Nordosten Indiens wurde im Juni die Jägerverteidigung, die zuvor aus einer Staffel Mohawks bestand, durch drei Hurricane-Staffeln aus dem Vereinigten Königreich verstärkt. Für die Aufklärung zur See und an den Küsten wurden Blenheims, Hudsons und Catalinas eingesetzt. Die Blenheims wurden später durch Bristol Beaufort-Torpedobomber ersetzt. Die kleine indische Luftwaffe, die nach einigen Umstrukturierungen schließlich eine Stärke von sechs Hurricane-Staffeln und zwei mit Vultee Vengeance-Bombern ausgestatteten Staffeln erreichte, zählte ebenfalls zur Verteidigung.
Neben britischen und indischen Piloten waren auch einige neuseeländische Piloten, sowie Navigatoren, Funker, Kanoniere und Bodenpersonal zur RAF gestoßen.

## Die japanische Situation
Für die Verteidigung von Arakan und Südburma zeichnete zu diesem Zeitpunkt die 28. Armee unter dem Kommando von Generalleutnant Sakurai Shōzō  verantwortlich. Ihr zugehörig war die 55. Division von Generalleutnant Tadashi Hanaya in Arakan. Ihr Großteil mit fünf Bataillonen lag auf der Mayu-Halbinsel und wurde dort von Generalmajor Tokutarō Sakurai angeführt. Die 54. Division unter Generalleutnant Miyazaki Shigesaburō war südlich von Akyab im Einsatz, um die dortige Küste zu schützen, beteiligte sich jedoch nicht direkt an der aktuellen Arakan-Operation.
Die Japaner planten zu dieser Zeit ihre U-gō-Offensive, um Imphal und Kohima einzunehmen. Auf Drängen von Shōzō Sakurai  plante Generalleutnant Tadashi Hanaya daher einen lokalen Gegenschlag, der von den 80 Flugzeugen der 5. Luftdivision unter  Generalleutnant Noburo Tazoe unterstützt wurde, um die Briten in Arakan festzunageln und so zu verhindern, dass diese nach Imphal vorrücken konnten.
Generalleutnant Shōzō Sakurai war sehr zuversichtlich, dass die 55. Division den Erfolg der japanischen Streitkräfte im Arakan-Gebiet des Vorjahres wiederholen könnte. Dazu war ein lokaler Gegenangriff geplant in dessen Folge die Japaner vielleicht sogar nach Chittagong vordringen könnten; der Hafen, der für die Nachschublieferungen des Indischen XV Korps unabdingbar war. Um so viele Divisionen wie möglich auf die andere Seite des Arakan-Joma-Gebirges abzuziehen, nutzten die Japaner zunächst Durchdringungstaktiken als Ablenkungsmanöver, um die alliierten Streitkräfte in Arakan anzugreifen und zu zerstören. Diese Aktion erhielt den Namen Operation Ha-gō und sollte am 3. Februar 1944 gestartet werden.

### Erste japanische Luftangriffe
Gegen Ende Oktober 1943 starteten japanische Bomber, begleitet von Jägern, eine Reihe von Angriffen auf die Arakan-Stützpunkte und Flugplätze entlang der indischen Grenze beim Bundesstaat Manipur. Auch ihre Aufklärungsflüge über Indien wurden verstärkt und sie setzten zu diesem Zweck die neue und schnelle Mitsubishi Ki-46 ein, die von den Alliierten den Codenamen Dinah erhielt. Diese hochfliegenden Aufklärer waren den Hurricane- und Mohawk-Jägern, die ihre besten Leistungen in geringer Höhe erzielten, mehr als gewachsen. Daher fotografierten die Japaner alles, was sie wollten, ohne bedrängt zu werden.

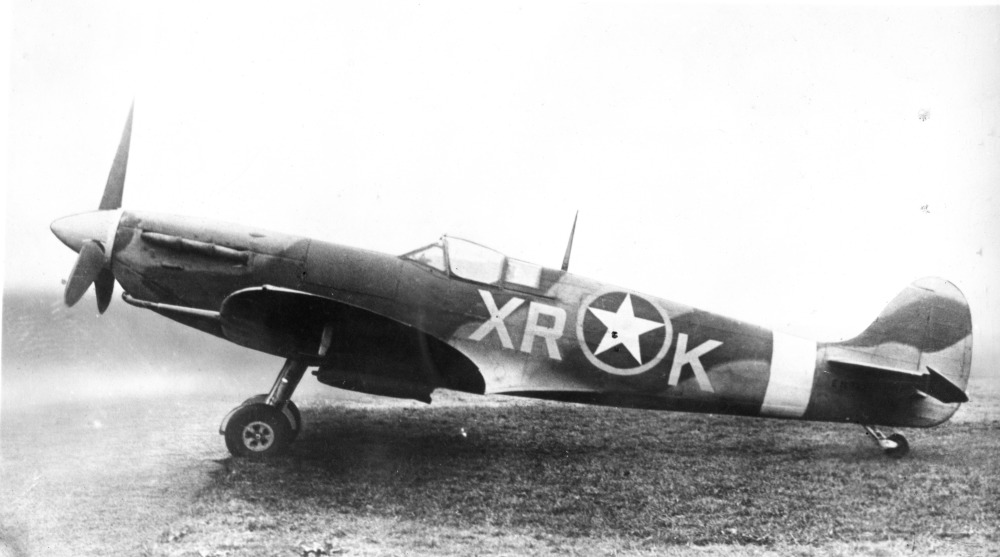
Supermarine Spitfire Mark V

Die Royal Air Force hatte gegen Mitte November eine ihrer Staffeln mit neu eingetroffenen Spitfires Mark V umgerüstet, denen es gelang, innerhalb weniger Tage nach ihrem Erstflug in Britisch-Indien, nacheinander drei Dinahs abzuschießen. Zwei weitere Staffeln wurden bald mit Spitfire-Jägern umgerüstet, und bis Ende Dezember waren 22 japanische Flugzeuge abgeschossen worden, bei einem Verlust von dreizehn eigenen Jägern.
Am 31. Dezember unternahmen japanische Bomber mit einer Jägereskorte einen Angriff auf Schiffe vor der Küste von Arakan. Zwölf Spitfire wurden zum Abfangen geschickt. Es gelang ihnen den japanischen Jägerschirm zu durchbrechen und dann die Bomber anzugreifen, die in einer großen V-Formation flogen. Bei nur einem eigenen Verlust konnte alle Bomber abgeschossen werden und fast alle Jäger der Japaner trugen Schaden davon.
Um die Initiative wiederzuerlangen, führten die Japaner neue Taktiken ein, stellten mehr Flugzeuge auf und verwendeten Täuschkörper mit Spiegelglanz, sowie auffällig glänzend, pechschwarze Flugzeuge, die tief flogen, während oben gut getarnte Jagdflugzeuge warteten.

## Die Offensive
Die Operation Cudgel begann mit einer britischen Offensive in Südburma mit der indischen 5. und 7. Division im November 1943. Generalmajor Briggs unternahm mehrere erfolglose Frontalangriffe gegen vorbereitete japanische Stellungen. Diese Angriffe scheiterten jedoch in japanischen Verbundbunkern und ausgeklügelten Grabensystemen. Das Scheitern der britischen Offensive bedeutete, dass sie in Arakan in die Defensive gezwungen würden und die Japaner die Offensivinitiative hätten. Aus diesem Grund begannen die Japaner mit der Planung eines ihrer klassischen Umgehungsmanöver, das 1941 und 1942 auf der Malaiischen Halbinsel und in Burma so gut funktioniert hatte. Ein Teil der japanischen Streitkräfte würden die indische 5. und 7. Division belagern, während eine 7.000 Mann starke Streitmacht diese Divisionen flankieren und ihre Nachschublinien bedrohen würde.

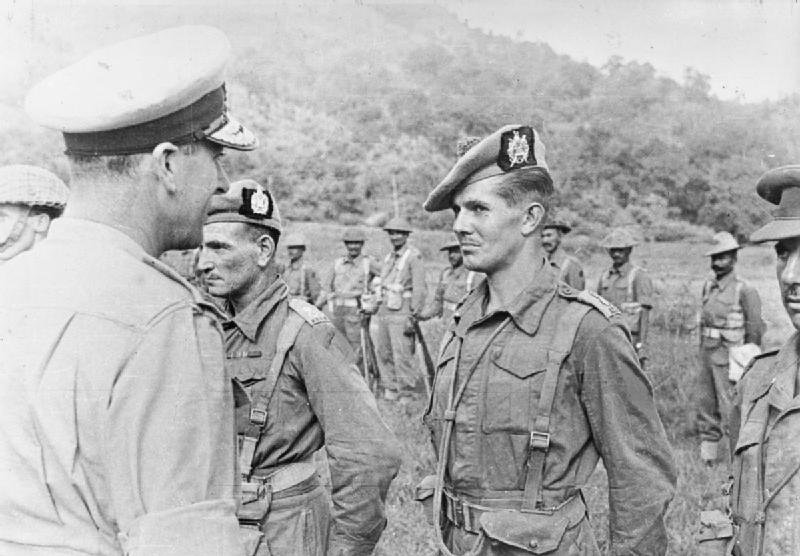
Lord Louis Mountbatten, Oberbefehlshaber der Alliierten in Südostasien, inspiziert britische Offiziere in der Nähe der Arakan-Front im Dezember 1943

Zwischen Oktober 1943 bis Mitte Januar 1944 hatte Christison seine Streitkräfte so weit nach Süden vorgeschoben, dass er bereit war, die stark befestigte japanische Linie zwischen Maungdaw und Buthidaung anzugreifen. General Sir George Giffard, Kommandeur der 11th Army Group, hatte Slim angewiesen, diese Linie bis Mitte Januar einzunehmen. Slim lag aber hinter dem Zeitplan zurück, da er zunächst sehr vorsichtig vorging.
Unterdessen griff die indische 5. Division, unterstützt von Panzern, die Japaner auf der Straße zwischen Maungdaw und Buthidaung mit drei Brigaden an. Maungdaw wurde eingenommen und in kurzer Zeit konnte der Hafen geöffnet werden. Damit begann ein stetiger Strom von logistischem Zufluss. Nachdem Christison seine Streitkräfte konsolidiert hatte, änderte er die Richtung seines Angriffs, um die Japaner zu verwirren.
Die Japaner begannen ihre geplante Operation Ha-gō am 4. Februar 1944. Es hatte klare Anzeichen dafür gegeben, wann die japanische Offensive beginnen würde. Generalmajor Frank Messervy wurde jedoch von Elementen der japanischen 55. Division überrascht, nachdem diese ein nicht identifiziertes flankierendes Manöver durchgeführt hatten, das sein Divisionsende bedrohte. Zunächst lief für die Japaner alles gut, da sie die Nachschublinie der indischen 7. Division über den Ngadayuek-Pass abschnitten und die rückwärtige Linie der indischen 5. Division bedrohten. Dennoch führten diese Formationen keine panischen Rükzüge durch, wie es ihre Zeitgenossen in den Jahren 1941 und 1942 getan hatten. Stattdessen behaupteten sie sich und bildeten rundum Verteidigungslinien, sogenannte Slim’s Boxes.

### Slim’s Boxes (Admin Box)
Mit der von Slim entwickelten Taktik einer sogenannten „Admin Box“ (dt. in etwa „Verwaltungsbox“), einem verteidigten Ort, der aus der Luft versorgt wird, sollte die japanische Einschließungstaktik zunichtegemacht werden. Diese Boxen wurden 21 Tage lang durch Luftversorgung mit einer Menge von etwa 1.600 Tonnen pro Tag versorgt. Sie konnten auch wiederholten japanischen Angriffen von vorne und hinten standhalten. Darüber hinaus ordnete Slim an, dass Personal im hinteren Bereich für den Kampf auszubilden sei. Dies war von entscheidender Bedeutung um den Briten dabei zu helfen, wichtige Einrichtungen im hinteren Bereich, z. B. Versorgungsdepots und Hauptquartiere, zu behalten. Gleichzeitig schränkte die mangelnde Feuerkraft der Japaner ihre Fähigkeit ein, vorbereitete britische Stellungen einzunehmen. Dies bedeutete, dass die Japaner das lebenswichtige britische Versorgungsdepot in Sinzweya nicht erobern konnten.
Messervy befahl allen Einheiten der indischen 7. Division in den Verwaltungsbereich der Division, bzw. der „Admin Box“ zu gehen. Von nun an würde die Versorgung die 7. Division und alle anderen Elemente des XV Korps durch Flugzeuge geschehen und die Japaner konnten so zurückgehalten werden. Slims neue Taktik erwies sich schnell als äußerst effektiv.
Die Japaner setzten gegen die Boxen ihre gesamte Luftflotte ein und flogen 350 Bombereinsätze. Die RAF verlor bei ihren Gegenschlägen einen Teil ihrer Transportflugzeuge durch japanische Jäger und Flugabwehrfeuer, jedoch gelang es dem Troop Carrier Command, 2.710 Tonnen Munition, Lebensmittel, Benzin, Öl und medizinische Versorgung  an die Sinzweya-Box und die beiden Vorwärtsabteilungen zu liefern. Es wurden auch mehr als 5.000 Verletzte ausgeflogen und die Wachsamkeit der Eskortflieger war so groß, dass nur eine Dakota verloren ging.
Die fehlende Nahrung aus Sinzweya verurteilte die 7.000 Japaner, die am 4. Februar die britischen Stellungen flankierten, im britischen Hinterland zum Verhungern. Zugleich griff die britische Reserve die hinter den britischen Linien festgesetzten japanischen Einheiten an. Mitte Februar stellten die Japaner keine nennenswerte Bedrohung mehr dar. Erst im April 1944 wurden die restlichen Teile der japanischen 55. Division vernichtet. Der Arakan war fest in alliierter Hand. Die Angriffe forderten zusammen mit den Auswirkungen von Hunger und Krankheiten das Leben von 3.106 der 7.000 Männer, die ursprünglich am 4. Februar die britischen Stellungen flankierten. Hinzu kamen 2.229 Verwundete sowie 65 verlorene Jagdflugzeuge gegen drei verlorene Jäger der Briten. Das XV Korps hatte 3.506 Verluste zu beklagen, hatte sich jedoch gegen die Japaner behaupten können.

### Die Front am Kaladan
Das Hauptquartier der japanischen 28. Armee unter Generalleutnant Shōzō Sakurai hatte im Verlauf der Operation Ha-gō Generalleutnant Tadashi Hanaya von der Verantwortung für die Front am Fluss Kaladan entbunden. Zur Bekämpfung der 81. Division war am 18. Februar die Koba-Truppe unter dem Kommando von Generalmajor Tomotoki Koba gebildet worden. Generalmajor Woolner unterschätzte die Stärke der neu aufgestellten Einheit und Koba nutzte Manöver, Hinterhalt und Umgehungsbewegungen, aber nie einen Frontalangriff, um die Westafrikaner 16 Kilometer vor Kyauktaw zurückzudrängen. Die 81. Division musste sich dem Druck der Japaner beugen und wurde von ihnen in der Folge aus dem Kaladan-Tal vertrieben.

## Nachwirkungen
Der entschlossene Widerstand der britisch-indischen Armee, die Sicherung der Luftüberlegenheit und wiederholte japanische Angriffe am Ende einer ausgedehnten Nachschublinie erwiesen sich als endgültiges Verderben der Japaner. Diese Operation war bis zu diesem Zeitpunkt der erste erfolgreiche Sieg über die Japaner und führte zu einem enormen Anstieg der Moral in der gesamten indisch-britischen Armee. Er bereitete das IV Korps und den Rest der 14. Armee auf die Verteidigung von Kohima und Imphal gegen den Hauptstoß der japanischen 15. Armee vor.